# Todirostre tacheté
Todirostrum maculatum
Espèce
Statut de conservation UICN

 LC  : Préoccupation mineure
Le Todirostre tacheté (Todirostrum maculatum) est une espèce d'oiseau de la famille des Tyrannidés.

## Description
Ce petit oiseau pèse moins de 8 grammes.

## Comportement
Cet oiseau se déplace généralement en couple tout en sautillant pour attraper ses proies (insectes).

## Habitat
Son habitat naturel est les forêts humides subtropicales ou tropicales, les mangroves, les prairies subtropicales ou tropicales humides, et l'ancienne forêt fortement dégradée.
Le todirostre tacheté est un oiseau du Bassin amazonien et de celui voisin du fleuve Araguaia. On le retrouve notamment en Bolivie, au Brésil, en Colombie, en Équateur, en Guyane française, au Guyana, au Pérou, au Suriname, à Trinité-et-Tobago et au Venezuela.

## Sous-espèces et répartition
Cet oiseau est représenté par cinq sous-espèces selon la classification de référence du Congrès ornithologique international (version 9.1, 2019) :
- Todirostrum maculatum amacurense Eisenmann & Phelps Jr, 1971 : extrême nord-est du Venezuela, nord du Guyana et Trinidad ;
- Todirostrum maculatum maculatum (Desmarest, 1806) : de la Guyane au Suriname et au nord-est de l'Amazonie brésilienne ;
- Todirostrum maculatum signatum Sclater, PL & Salvin, 1881 : dans une zone allant du sud-est de la Colombie au nord-est de l'Équateur, à l'est du Pérou, au nord de la Bolivie et à l'ouest du Brésil ;
- Todirostrum maculatum diversum Zimmer, JT, 1940 : centre de l'Amazonie brésilienne ;
- Todirostrum maculatum annectens Zimmer, JT, 1940 : centre nord du Brésil (du Rio Branco au Rio Negro).